# إل جي إنتيوشين (موبايل)
إل جي إنتيوشين (بالإنجليزية: LG Intuition)‏ هو هاتف ذكي من إل جي أليكترونيكس يعمل بنظام أندرويد، تم طرحه في الأسواق في سبتمبر 2012.

## الخصائص
- نظام التشغيل: أندرويد
- الكاميرا الأمامية: 1.3 ميجابكسل
- الكاميرا الخلفية: 8 ميجابكسل
- الوزن: 168.1 غ (5.93 أونصة)
- الذاكرة: 32 جيجابايت

## وصلات خارجية
- الموقع الإلكتروني